# Philokalie (Origenes)
Die Origenes-Philokalie (auch Origenes Philokalia genannt; altgriechisch: Φιλοκαλία; deutsch: Liebe zur Schönheit, auch als Tugendliebe übersetzt) ist eine Anthologie von Origenes-Texten, die wahrscheinlich von Basilius von Caesarea und Gregor von Nazianz zusammengestellt wurden. Viele von Origenes Werken gingen später verloren, deshalb haben die Auszüge der Anthologie heute einen besonderen Wert.
Seine Philokalie ist nicht mit der Philokalie des Mönchs Nikodemos Hagioreites zu verwechseln: Diese ist eine Anthologie aus Werken, Sprüchen und Belehrungen von ursprünglich 26, später 38 asketischen christlich-orthodoxen Schriftstellern (Wüstenvätern) aus dem 4. bis 15. Jahrhundert.

## Geschichte

### Herausgeber
Wer genau die Philokalie bearbeitet und herausgegeben hat, ist umstritten. Allgemein werden die Kirchenväter Basilius und Gregor als Bearbeiter der Anthologie angesehen, die im griechischen Text selbst als die Zusammenfasser beschrieben werden. Ebenso schrieb Gregor von Nazianz einen Brief an einen Freund, der die traditionelle Zuschreibung unterstützt. Diese beiden haben das Werk vermutlich während ihres klösterlichen Rückzugs in Pontus in den späten 350er bis frühen 360er Jahren oder auf jeden Fall früh in ihrer Laufbahn und vor ihren eigenen theologischen Schriften erstellt.
Éric Junod, Herausgeber der französischen Übersetzung der Kapitel 21–27 in den Sources chrétiennes, geht von beiden als Autoren aus. Marguerite Harl hingegen, Herausgeber der Kapitel 1–20 derselben Reihe, bezweifelt diese Hypothese.
Die Zusammenstellung des Werkes soll weder apologetische oder polemische Zwecke gehabt haben, sondern sei eine „wichtige Darstellung der Prinzipien der biblischen Exegese, die die Schriften von Zweckentfremdung in einer Zeit von Teilung und Häresie beschützte“ gewesen. Deshalb konzentriere sich die Anthologie auf das spezifische Thema, was die Bibel ist, wie sie zu lesen und zu verstehen sei. Gregor von Nazianz beurteilte diese Texte als so wertvoll, dass er ihn zur Verwendung für Gelehrte empfahl, sogar zu einer Zeit, als Origenes Ruf als Theologe in Gefahr war.

### Aufbau und Inhalt
Die Origenes-Philokalie ist in 27 Kapitel unterteilt, deren Titel von den Verfassern stammen. Etwa ein Fünftel des Textes stammt aus Origenes Contra Celsum.
Das Werk wurde in einer Reihe mittelalterlicher Manuskripte erhalten, darunter auch im Codex Parisinus Graecus 456.

### Relevanz
Über die Wichtigkeit der in der Philokalie erhaltenen Aufzeichnungen Origenes und als Erklärung für ihre Seltenheit schrieb George Lewis 1911:
„Die umfassende Zerstörung seiner Schriften, die auf den Krieg folgte, der kurz nach seinem Tod gegen seine Meinungen geführt wurde, hat dazu geführt, dass der Philokalie ein besonderer Wert beigemessen wird, da sie uns im Original viel von Origenes Arbeit erhält, das sonst vollständig verloren gegangen oder nur in den Übersetzungen des Rufinus überliefert worden wäre. Darüber hinaus hängt auch sein großes und verhältnismäßig beliebtes Werk gegen Celsus textlich nur von einer Handschrift aus dem 13. Jahrhundert ab, sodass wir wegen der Erhaltung eines großen Teils davon in der Philokalie Grund zur Dankbarkeit haben.“
Der Kirchenvater Hieronymus zählte in einem Brief über 260 Origenes-Kommentare zum Evangelium. Darüber hinaus zusätzlich über 450 verschriftliche Predigten. Davon sind außerhalb der Philokalie bis heute nur Fragmente erhalten geblieben, die großteils in lateinischer Übersetzung von Rufinus von Aquileia oder von Hieronymus selbst vorliegen.

## Kritische Ausgaben
- Joseph Armitage Robinson: The Philocalia of Origen. The text revised with a critical introduction and indices, Cambridge University Press, New York 1893, S. XIII–XVIII (englisch).

- Origenes: Sur les Ecritures. Philocalie, 1–20. Editions du Cerf, Paris 1983, ISBN 2-204-02067-2, online verfügbar: https://archive.org/ (französisch).